# سامی آیاناوغلو
سامی آیاناوغلو (انگلیسی: Sami Ayanoğlu؛ ۲۱ آوریل ۱۹۱۳ – ۷ نوامبر ۱۹۷۱) بازیگر اهل ترکیه بود.